# Ioan Herescu
Ioan Herescu (n. 3 august 1862 - d. ?) a fost unul dintre generalii Armatei României din Primul Război Mondial. 
A îndeplinit funcții de comandant de brigadă și divizie în campania anului 1916.

## Cariera militară
După absolvirea școlii militare de ofițeri cu gradul de sublocotenent, Ioan Herescu a ocupat diferite poziții în cadrul unităților de cavalerie sau în eșaloanele superioare ale armatei, cele mai importante fiind cele de comandant al Regimentului 5 Roșiori, al Brigăzii 2 Roșiori și al Diviziei 1 Cavalerie.
În perioada Primului Război Mondial a îndeplinit funcția de comandant al Diviziei 1 Cavalerie, în perioada 15/28 august–22 septembrie /5 octombrie 1916.

## Decorații
- Ordinul „Steaua României”, în grad de ofițer (1912)
- Ordinul „Coroana României”, în grad de ofițer (1907)
- Medalia „Bărbăție și Credință” cu distincția „Campania din 1913” (1913)[1]:p. 327